# Port lotniczy Boorama
Port lotniczy Boorama (kod IATA: BXX) – lotnisko obsługujące miasto Boorama.